# 島町村
島町村（しままちむら）は、かつて新潟県北魚沼郡にあった村。

## 沿革
- 1889年（明治22年）4月1日 - 町村制施行に伴い北魚沼郡中島村、中島新田、四日町村が合併し、島町村が発足。
- 1901年（明治34年）11月1日 - 村域を二分割し、次のように近隣自治体と合併して消滅。
  - 大字四日町 → 北魚沼郡小出町、佐梨村と合併し小出町を新設
  - 大字中島・中島新田 → 北魚沼郡藪神村、羽川村と合併し藪神村を新設